# Miryam Gallego
Miryam Gallego Blanco (Orense, 30 de noviembre de 1976) es una actriz española.

## Biografía
A los 18 años se fue a Madrid para estudiar Arte Dramático, aunque sus primeros papeles como actriz los interpretó en su tierra natal, Galicia, con pequeños papeles en series como Pratos combinados, de la TVG.
En 1998 se licenció en Madrid en Arte Dramático por la RESAD (Real Escuela Superior de Arte Dramático) y en 1999 hizo un Curso de Aptitud Pedagógica CAP. Didáctica de Expresión Artística.
Más tarde empieza a hacer papeles episódicos en series como Policías, en el corazón de la calle o El comisario, hasta conseguir un papel fijo en Periodistas, donde trabajó durante varias temporadas interpretando el papel de la becaria Claudia Montero. Posteriormente fue Lucía Lobo en la serie Lobos, con menos éxito.
En cine ha protagonizado la película Concursante (2007), de Rodrigo Cortés, al lado de Leonardo Sbaraglia.
En el verano de 2007 se anunció su fichaje por la serie de Telecinco Hospital Central como incorporación al reparto para la decimocuarta temporada.
También ha hecho teatro desde 1995. En 2008, fue fichada por el director teatral Gerardo Vera para encarnar a Cordelia al lado del actor argentino Alfredo Alcón en Rey Lear, para el Centro Dramático Nacional. En 2016, interpretó el papel de Lira en Numancia, de Cervantes, bajo la dirección de Juan Carlos Pérez de la Fuente, en el Teatro Español de Madrid.
El 31 de mayo de 2010 recogió junto a Pepa Aniorte y Santiago Molero el Premio Madrid a la Mejor iniciativa cultural en su VIII edición, otorgado a Águila roja por el diario digital Madridiario.
En octubre de 2017 empieza a rodar la serie Secretos de Estado, de Telecinco, junto a Jesús Castro, Estefanía de los Santos o Miquel Fernández.
En julio de 2023 se anuncia que ficha por Salón de téː La moderna, la nueva serie diaria de Televisión Española para las tardes de La 1.

## Vida personal
Está casada con Eduardo Alonso Chacón, hijo de la escritora Dulce Chacón, autora de la novela homónima en la que se inspira la película La voz dormida, donde Miryam interpreta el papel de Doña Amparo. Tienen tres hijos en común, Luna, Otto y Noé.

## Películas
| Año  | Película                 | Personaje          | Director                |
| ---- | ------------------------ | ------------------ | ----------------------- |
| 2007 | Concursante              | Laura              | Rodrigo Cortés          |
| 2011 | La voz dormida           | Doña Amparo        | Benito Zambrano         |
| 2011 | Águila Roja: la Película | Lucrecia de Guzmán | Daniel Écija            |
| 2013 | Paraíso                  | Pili               | Mariana Chenillo        |
| 2018 | Sin novedad              | Psicóloga          | Miguel Berzal de Miguel |

## Televisión
| Año         | Serie                               | Canal     | Personaje          | Notas        |
| ----------- | ----------------------------------- | --------- | ------------------ | ------------ |
| 1996 - 1997 | Pratos combinados                   | TVG       | Susana / Susi      | 3 episodios  |
| 2000        | Policías, en el corazón de la calle | Antena 3  | Sonia              | 1 episodio   |
| 2000        | El comisario                        | Telecinco | Patricia           | 1 episodio   |
| 2000 - 2002 | Periodistas                         | Telecinco | Claudia Montero    | 65 episodios |
| 2005        | Lobos                               | Antena 3  | Lucía Lobo         | 9 episodios  |
| 2006        | Aída                                | Telecinco | Marta              | 1 episodio   |
| 2007        | Génesis, en la mente del asesino    | Cuatro    | Pilar              | 1 episodio   |
| 2007        | Hospital Central                    | Telecinco | Merche             | 8 episodios  |
| 2009 - 2016 | Águila roja                         | La 1      | Lucrecia de Guzmán | 93 episodios |
| 2017        | El ministerio del tiempo            | La 1      | Mencía             | 1 episodio   |
| 2019        | Secretos de Estado                  | Telecinco | Ana Chantalle      | 13 episodios |
| 2019        | Instinto                            | Movistar+ | Sara Ortuño        | 8 episodios  |
| 2022        | Sequía                              | La 1      | Paula Barbosa      | 8 episodios  |
| 2023        | 4 estrellas                         | La 1      | Blanca Beltrán     | 15 episodios |
| 2023 - 2024 | La Moderna                          | La 1      | Rosario Martín     | 85 episodios |

## Teatro
- 2016: Numancia de Miguel de Cervantes. Dirigida por Juan Carlos Pérez de la Fuente.
- 2015: Don Juan en Alcalá. Dirigida por Eduardo Vasco, como Doña Inés.
- 2008: El rey Lear. Dirigida por Gerardo Vera, como Cordelia.
- 2002-2003: Arsénico, por favor, Dirigida por Gonzalo Suárez, como Elena.
- 2001: Roberto Zucco. Como La chiquilla.
- 1999: Combate de Negro y de Perros, Dirigida por Marta Riganti, como Leona.
- 1999: El Motel de los Destinos Cruzados. Lectura Dramatizada dirigida por Raquel Toledo.
- 1998: Santa Cruz. Compañía Teatro del Duende.
- 1998: Bodas de sangre. Dirigida por Juan Pastor, como La novia y La luna.
- 1997: Roberto Zucco. Dirigido por Jesús Salgado, como La chiquilla.
- 1995-1997: A esmorga. Dirigida por Ánxeles Cuña.

## Premios y nominaciones
Premios ACE
| Año  | Categoría                          | Película/Serie/Montaje | Resultado |
| ---- | ---------------------------------- | ---------------------- | --------- |
| 2011 | Personalidad del año en televisión | Águila roja            | Ganadora  |
| 2017 | Personalidad del año en televisión | Águila roja            | Ganadora  |

Fotogramas de Plata
| Año  | Categoría                  | Película/Serie/Montaje | Resultado |
| ---- | -------------------------- | ---------------------- | --------- |
| 2010 | Mejor actriz de televisión | Águila roja            | Nominada  |

Premios Iris
| Año  | Categoría       | Película/Serie/Montaje | Resultado |
| ---- | --------------- | ---------------------- | --------- |
| 2011 | Actriz de serie | Águila roja            | Nominada  |

Premios Aquí TV
| Año  | Categoría    | Película/Serie/Montaje | Resultado |
| ---- | ------------ | ---------------------- | --------- |
| 2019 | Mejor actriz | Secretos de Estado     | Ganadora  |